# Albert Tomàs
Albert Tomàs (født 19. december 1970) er en tidligere spansk fodboldspiller.
Han har spillet for flere forskellige klubber i sin karriere, herunder Vissel Kobe.